# Rhodopina javana
Rhodopina javana là một loài bọ cánh cứng trong họ Cerambycidae.